# Codere
Codere (NASDAQ: CDRO) é uma empresa multinacional de jogos de azar com operações na Espanha, Itália, México, Panamá, Colômbia, Argentina e Uruguai.
Em 19 de outubro de 2007, a empresa começou a ser cotada na Bolsa de Madrid, sob o ticker CDR. Deixou de ser cotada em 2021, depois de uma queda de 27,8% no valor das suas ações. Desde a sua estreia na Bolsa até a saída, a Codere perdeu 99,998% do seu valor. Em 2025, uma investigação judicial a relacionou com o Caso Montoro por ter pago 679.000 euros enquanto eram tramitadas e aplicadas normas-chave para o setor do jogo online que favoreceram a Codere.

## História
A família Martínez Sampedro, grupo gestor de máquinas de lazer, e os irmãos Franco, proprietários da Recreativos Franco, um dos fabricantes de máquinas de jogos mais importantes da Espanha, fundaram a Codere em Madrid em 1980. A Codere iniciou suas atividades com máquinas recreativas e, após a consolidação do negócio, expandiu-se pela América Latina e decidiu diversificar suas atividades para outras áreas, como casas de apostas, salas de bingo e cassinos. 
Nos anos seguintes, a Codere expandiu-se geograficamente e adquiriu diferentes empresas, cassinos e hipódromos, consolidando-se financeiramente. Em 2008, após a aprovação de uma lei que a beneficiava, a Codere foi a primeira empresa a abrir uma casa de apostas física na Espanha. A partir de 2008, quando o político Rafael Catalá era secretário-geral da empresa, a Codere pagou cerca de 140.000 euros por ano ao escritório fundado por Cristóbal Montoro, chamado Equipo Económico, totalizando 679.000 euros até 2012. Nesse período, a legislação e a regulação tributária aprovadas sobre o jogo online na Espanha favoreceram a empresa.
Desde 2014, a Codere enfrentou graves problemas financeiros que resultaram, em 2016, em uma profunda reestruturação do capital próprio do grupo, permitindo a entrada de credores e uma ampliação de capital de 495 milhões de euros.
Em julho de 2020, o conselho de administração evitou a falência da companhia ao obter 200 milhões de euros de diversos fundos abutres, que também eram credores e obrigacionistas do grupo. A Codere, cujos últimos ratings a tinham colocado no nível de obrigação lixo, viu sua capitalização em bolsa cair nos últimos anos de mais de 1.000 milhões de euros para menos de 200 nesse exercício.
A companhia passou por grandes mudanças em sua estrutura acionária desde a fundação. No final de 2020, mais de 70% do capital estava nas mãos de diferentes fundos de investimento estrangeiros, enquanto a família Martínez Sampedro mantinha apenas 14%.

Em 2021, devido à incapacidade de enfrentar a elevada dívida, iniciou-se o processo de liquidação judicial do grupo. Após uma reestruturação financeira, 95% da empresa ficou nas mãos dos obrigacionistas. Além disso, em 6 de maio de 2022 as ações da Codere foram negociadas pela última vez no Mercado Contínuo, sendo desde então definitivamente excluídas da Bolsa espanhola; as ações estavam suspensas desde dezembro do ano anterior. O processo de reestruturação resultou na criação de um novo holding empresarial com sede em Luxemburgo, a Codere New Topco, que passou a substituir a Codere S.A.